# الآثار الجانبية للعلاج بالأشعة على الخصوبة
تُعتبر الآثار الجانبية للعلاج بالأشعة على الخصوبة من أهم مصادر القلق المتزايدة لدى المرضى الخاضعين للعلاج بالأشعة من أجل علاج السرطان. يُعد العلاج بالأشعة أمرًا أساسيًا في علاج أنواع معينة من السرطانات وغالبًا ما يمثل الخيار العلاجي الأول بالنسبة لكثير من المرضى. يمكن تصنيف الإشعاع في فئتين اثنتين: الإشعاع المؤين (آي آر) والإشعاع غير المؤين (إن آي آر). يمتلك الإشعاع المؤين درجة أعلى من الخطورة مقارنة بالإشعاع غير المؤين إذ تمثل الأشعة السينية المستخدمة في الإجراءات الطبية أحد مصادر هذا الإشعاع، بما في ذلك العلاج بالأشعة.
قد يحدث الإشعاع المؤين تأثيرات متفاوتة بالاعتماد على عوامل عدة بما في ذلك العمر، وحقل التشعع وجرعة العلاج ومدته. تُعد منطقة توجيه العلاج بالأشعة من الأمور الهامة بدورها، إذ يؤثر الإشعاع المؤين الموجه نحو الحوض على المبيض والرحم أو الخصية. يؤدي التشعع القحفي بدوره إلى اضطراب المحور الوطائي النخامي التناسلي (إتش بّي جي – إيه)، ما يسبب اضطرابات لاحقة في إفراز الهرمونات.
لدى الإناث، يحدث الإشعاع المؤين تأثيرات طويلة الأمد على الخصوبة، إذ يؤدي بشكل خاص إلى ضعف كفاءة المبيض، وتوقف البلوغ وما يترتب على ذلك من ضعف الخصوبة.
لدى الذكور، قد يؤدي استخدام العلاج بالأشعة إل. تعطيل جهاز الغدد الصماء ما يسبب بدوره اضطرابات في تكون الحيوانات المنوية وما يترتب على ذلك من انخفاض في عدد الحيوانات المنوية، وتشكلها وحيويتها.
سمح التطور السريع في تقنيات العلاج بالأشعة بإيجاد علاجات أكثر دقة وكفاءة مع عدد أقل من الآثار الجانبية.

## الآثار الجانبية للعلاج بالأشعة على خصوبة الإناث
قد يحدث العلاج بالأشعة تأثيرات هامة على خصوبة الإناث. تختلف درجة التلف الحاصل على نطاق واسع ويمكن تحديدها عن طريق عدد من العوامل مثل عمر المريضة وجرعة العلاج ومدته. تشير التقديرات إلى قدرة الجرعات دون 2 غراي من الإشعاع على تدمير نصف عدد الخلايا البيضية غير الناضجة لدى الإناث. يخزن المبيضان لدى الأنثى ما يُقدر بأكثر من 1,000,000 جريب ابتدائي في وقت الولادة ليبدأ عدد هذه الجريبات وجودتها في الانخفاض مع التقدم في العمر بسبب عدد من العمليات مثل الاستماتة. يساهم العلاج بالإشعاع في تسريع هذه العملية بشكل كبير. يحدث العلاج بالأشعة تلفًا دائمًا نتيجة ضمور الجريبات وانخفاض عددها. نتيجة لذلك، تؤدي هذه التغيرات إلى خلل وظيفي في الرحم بسبب تغيرات إنتاج الهرمونات المبيضية ما قد ينتهي بانقطاع الطمث المبكر وخطر العقم.
تشمل الاضطرابات الهرمونية المريضات اللاتي يعانين من انخفاض إفراز «إل إتش» (الهرمون المنشط للجسم الأصفر أو الهرمون الملوتن) وارتفاع «إل إتش» الموهن ما يسبب زيادة خطر فشل المبيض. يلعب الهرمون الملوتن دورًا هامًا في التطور الجنسي السليم. تشمل أمراض الغدد الصم المحتملة الأخرى كلًا من قصور الغدد التناسلية وفرط برولاكتين الدم. تشير الدراسات في الوقت الحالي إلى قدرة استخدام مرحلة التطور الجريبي في تحديد مقدار التلف الحاصل بعد المعالجة بالأشعة.
لُوحظ أيضًا أن العلاج بالأشعة له تأثير مباشر على الرحم، ما يسبب عددًا من التغيرات في ترويته الدموية، وحجمه ومرونته. أمكن أيضًا رصد تطور التنخر، والضمور والتليف في بطانة الرحم وعضل الرحم. تمتلك مثل هذه التغيرات عواقبًا وخيمة بالنسبة إلى نتائج الحمل؛ تشير الدراسات إلى ارتفاع احتمال الإجهاض التلقائي أو انخفاض وزن الطفل عند الولادة وحصول ولادة مبكرة لدى مريضات السرطان اللاتي خضعن للعلاج بالأشعة. يرتبط ارتفاع معدل وفيات الرضع في الفترة المحيطة بالولادة وانخفاض الوزن عند الولادة بشكل واضح مع جرعة الإشعاع.